# Nagrada bert
Nagrada bert je nagrada Društva slovenskih režiserjev za življenjsko delo na področju filmske igre. Ime nosi po slovenskem filmskem in gledališkem igralcu Bertu Sotlarju. Podeljuje se od leta 2014. Kipci, ki jih prejmejo nagrajenci, so avtorsko delo akademskega kiparja in režiserja Mihe Knifica.

## Prejemniki
| Leto | Prejemnik                         | Sklici |
| ---- | --------------------------------- | ------ |
| 2014 | Štefka Drolc                      | [ 2 ]  |
| 2014 | Miha Baloh                        | [ 3 ]  |
| 2015 | Ivanka Mežan                      | [ 4 ]  |
| 2015 | Radko Polič Rac                   | [ 5 ]  |
| 2016 | Milena Zupančič                   |        |
| 2016 | Boris Juh                         | [ 6 ]  |
| 2017 | Iva Zupančič (podeljeno posmrtno) |        |
| 2017 | Boris Cavazza                     | [ 7 ]  |
| 2018 | Špela Rozin                       | [ 8 ]  |
| 2019 | Vlado Novak                       |        |
| 2021 | Ivo Ban                           |        |
| 2022 | Olga Kacjan                       |        |
| 2023 | Janez Hočevar – Rifle             | [ 9 ]  |
| 2024 | Marijana Brecelj                  | [ 10 ] |